# チャールズ・ロビンソン (レフェリー)
チャールズ・ロビンソン（Charles Shane Robinson、1964年7月2日 - ）は、WWE所属のレフェリー。ノースカロライナ州シャーロット出身。

## 来歴・人物
レフェリーとしてのデビューはWCWである。ハルク・ホーガンとビル・ゴールドバーグの初対決（1998年7月6日）においてレフェリーを務めたのがロビンソンである。
WCW崩壊に伴い、アライアンスのメンバーとしてWWEに登場。アライアンスのストーリーが終了した2002年からは正式にWWE所属のレフェリーとなる。
風貌がリック・フレアーに似ており、フレアーのニックネームが「ネイチ」であることからリトルネイチと呼ばれている。
試合中のリアクションはスーパースター顔負けである。スーパースターが攻撃を受けるたびに表情と体の動きで痛みを表現する。
2005年7月のハウスショーさいたまスーパーアリーナ大会二日目（7月2日）が、ロビンソンの誕生日当日であり、ジョン・シナ vs JBL vs オーランド・ジョーダン戦（ハンディキャップマッチ形式のWWE王座戦）のレフェリーを務めたことから、シナ自身が「今日は、ロビンソンの誕生日だ。皆で祝ってくれ」と言ったところから、日本公演において有名なWWEレフェリーの一人になった（他に有名なWWEレフェリーはマイク・キオーダ）。
2008年のWWE殿堂の式典でリック・フレアーのスピーチの際、フレアーから「リトルネイチは良い友人だ」と述べられた時に人目をはばからず涙を流していた姿がカメラに映し出されていた。

## その他
WCW時代に２試合、WWEに移籍してから３試合レスラーと対戦している。戦歴は3敗2引き分け(いずれもタイムアウトドロー)。
1999年5月9日に行われた"WCW Slamboree1999"で女性レスラーのゴージャス・ジョージと対戦している。入場時背中にLittle Nature Boyとあしらわれた黒のガウン姿で登場。セコンドについたリック・フレアーの入場時のムーブだけでなくネイチ・ウォークまでコピーしてやってみせた。